# Gömda guldkorn
Gömda guldkorn är ett samlingsalbum med Cornelis Vreeswijk utgivet 1998. Det består främst av tidigare outgivna låtar och versioner som Cornelis Vreeswijk framförde i olika radio- och TV-program, samt en intervju med Vreeswijk gjord av Beppe Wolgers den 23 februari 1983 för radioserien Svenska drömmar (Sveriges Radio).

## Låtlista
Alla sånger är skrivna av Cornelis Vreeswijk om inte annat anges.

### Skiva 1
1. En sång om Gammelfjärden – 2:40
2. I mina kvarter – 3:24
3. Blues för Jacques Brel – 4:55
4. Pastoral under ett kastanjeträd – 2:35
5. Ballad bortom tull – 2:25
6. Balladen om Fredrik Åkare – 3:15
7. Om jag hade pengar (Jerry Bock/Alf Hambe/Pierre N Fränckel) – 4:41
8. Somliga går med trasiga skor – 2:21
9. Papillas samba – 2:02
10. Lungsotsblues – 3:35
11. Kom in i mitt hus (Ross Bagdasarian/William Saroyan/Cornelis Vreeswijk) – 3:11
12. Fjompiga du (Roger Miller/Cornelis Vreeswijk) – 2:57
13. En visa till Veronica – 2:49
14. Balladen om hans höghet på Alexandra – 2:19
15. Kalle Tappinens samba (Georg Malmstén/Cornelis Vreeswijk) – 4:30
16. Balladen om herr Fredrik Åkare och den söta fröken Cecilia Lind (trad/Cornelis Vreeswijk) – 3:35
17. Veronica [holländsk version] – 2:57
18. Oscarsbal i lada (Evert Taube) – 2:11
19. Movitz blåste en konsert (Epistel 51) (Carl Michael Bellman) – 3:03
20. Märk hur vår skugga (Epistel 81) (Carl Michael Bellman) – 3:51
21. Kverulanten – 2:24

### Skiva 2
1. Telegram för en bombad by [förkortad, instrumental version] – 0:23
2. Beppe Wolgers intervjuar Cornelis Vreeswijk [del 1] – 24:37
3. Lillsysterns undulat är död – 1:44
4. Beppe Wolgers intervjuar Cornelis Vreeswijk [del 2] – 5:57
5. De han en de hen (Die nog maagd was) [holländsk version av ‘‘Hönan Agda’‘] – 2:54
6. Beppe Wolgers intervjuar Cornelis Vreeswijk [del 3] – 6:14
7. Telegram för en bombad by – 1:19

## Låtarnas ursprung

### Skiva 1
- Spår 1: Till Fatumeh – Rapport från de osaligas ängder....
- Spår 2: Eldorado. Äventyret fortsätter..., inspelad september 1987. Tidigare ej utgiven version.
- Spår 3: Hommager & pamfletter, inspelad januari 1981.
- Spår 4: TV-programmet Gamla och nya bilder med Grynet Molvig och Cornelis Vreeswijk, sänt 5 december 1969.
- Spår 5: Radio-programmet Vi på pråmen den 26 juni 1969.
- Spår 6–9: TV-program Cornelis, inspelat 4 oktober 1969, sänt 12 februari 1970. Tidigare ej utgivna.
- Spår 10: Singelbaksida, inspelad 31 mars 1967
- Spår 11: Duett med Siw Malmkvist, inspelad 9 september 1964. Tidigare ej utgiven på Cornelis-album.
- Spår 12: Duett med Siw Malmkvist, inspelad 7 september 1964. Tidigare ej utgiven på Cornelis-album.
- Spår 13: TV-programmet Hvar 14:e dag den 11 juni 1972. Tidigare ej utgiven.
- Spår 14: TV-programmet Hvarannan dag. Påskedition, sänt 15 april 1974. Tidigare ej utgiven.
- Spår 15: En spjutkastares visor, inspelad 8 september 1980.
- Spår 16: Duett med Pernilla Wahlgren från TV-programmet Sommar i Sandhamn, sänt 11 juli 1987. Tidigare ej utgiven.
- Spår 17: Utgiven i Holland på Cornelis Vreeswijk 1972. Tidigare ej utgiven i Sverige.
- Spår 18 Radio-programmet Högt uppe på berget den 11 juli 1971. Tidigare ej utgiven med Cornelis.
- Spår 19: Radio-programmet Movitz blåste en konsert den 2 april 1986. Tidigare ej utgiven.
- Spår 20: TV-programmet Ulf Lundell på Hovet sänt 31 december 1985. Tidigare ej utgiven.
- Spår 21: Cornelis första inspelning i Gröna Lund-studion Din egen röst den 27 augusti 1959. Tidigare ej utgiven.

### Skiva 2
- Spår 1, 7: Grimascher och telegram, inspel november 1966.
- Spår 2, 4, 6: Radioserien Svenska drömmar, inspelat 24 februari 1983
- Spår 3: Del 1 inspelad på Gröna Lund-studion 27 augusti 1959, del 2 från Ballader och oförskämdheter, inspelad mars/april 1964.
- Spår 5: Utgiven i Holland på Cornelis Vreeswijk 1972. Tidigare ej utgiven i Sverige.